# Evandro Angerami
Evandro Angerami (São Paulo, 1979) - Artista Contemporâneo Brasileiro.

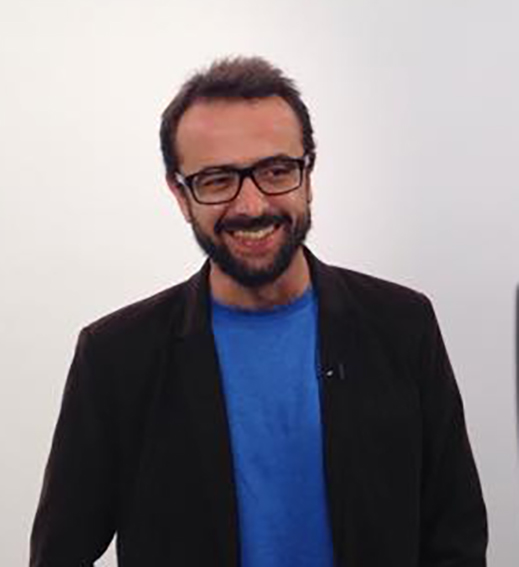
Evandro Angerami

## Formação Artística
Mestre em Fine Arts pela New York Studio School of Drawing, Painting and Sculpture, teve sua formação inicial no ateliê de pintura de Aldemir Martins e no ateliê do artista plástico Rubens Matuck. Sua formação também inclui gravura com Evandro Carlos Jardim. Em Nova Iorque, foi orientado pela artista plástica israelense Ophrah Shemesh.
Suas obras são fortemente influenciadas pelos clássicos, como a arte bizantina e as técnicas pictóricas meticulosas do século XIII, que o artista faz contemporâneas, mantendo elementos materiais como o uso da folha de ouro.
Independentemente dos suportes que utiliza, cada pintura tem a tarefa de manter uma relação próxima com a natureza e seu trabalho é dividido entre o atelier e as atividades ao ar livre  como no Parque Nacional da Chapada Diamantina, Parque Nacional Chapada dos Veadeiros, Estação Ecológica de Juréia-Itatins  e com as comunidades locais e indígenas brasileiras.
Integra o coletivo de arte Ateliê Magma.
Statment do artista:
"Território de paisagem
Busco nessa pesquisa conhecer e explorar aquilo que chamo de “territórios existenciais” formados a partir de minha interação com o mundo.
Sujeito no espaço. Lugares, estados, memórias, pessoas do caminho.
Nuances de paisagens emocionais internalizadas que concretizam sua existência através da pintura.
Existo paisagem, desconhecido dentro de mim. Instintivo, primordial, humano."
Segundo o crítico de arte Oscar D'Ambrósio:

Evandro Angerami utiliza diversas técnicas como pintura a óleo sobre folha de ouro, óleo sobre tela,  aquarela, tinta acrílica, nanquim, gravura e muralismo. 
Suas obras estão presentes em coleções permanentes de instituições internacionais, como, entre outras, a Associação Internacional de Gravação de Kyoto no Japão e o Museu de Arte Contemporânea de Bogotá, na Colômbia.
Exposições individuais em Paris, Nova York e São Paulo e uma série de participações em exposições coletivas, incluindo as Nações Unidas em Nova York,  UNESP , Pinacoteca Benedicto Calixto, BEA Art Hall Gallery e Assembléia Legislativa do Estado de São Paulo. Brasil.